# Phare de Lindau
Le phare de Lindau (en allemand : Neuer Lindauer Leuchtturm) est un phare actif situé sur le Lac de Constance à Lindau (Bavière), en Allemagne.

## Histoire
Le phare a été construit entre 1853 et 1856 à l'entrée occidentale du port de Lindau. IL a été mis en service le 4 octobre 1856 pour remplacer le phare de la vieille Tour Mangturm  construite en 1230.
Au cours des premières années d'exploitation, la lumière était alimentée par un feu ouvert au pétrole. À cette époque, le gardien devait garder le feu allumé régulièrement et actionner une cloche et une corne de brume. Puis l'alimentation du feu fut convertie au kérosène puis au gaz. Depuis 1936, le phare a été électrifié et il a été automatisé au début des années 1990. La lumière est allumée à la demande des navires utilisant des signaux radio. Depuis 2010 le phare est géré par la ville de Lindau. Il est ouvert aux visiteurs comme musée et il est éclairé la nuit en tant que curiosité touristique.

## Description
Le phare  est une tour cylindrique en pierre de 33 m de haut, avec galerie et lanterne, en bout de jetée. La tour est peinte en blanc, la galerie est rouge et le dôme de la lanterne est verte. Il émet, à une hauteur focale de 35 m, un éclat blanc par période de 3 secondes. Sa portée n'est pas connue.
Identifiant : ARLHS : FED-145 - Amirauté : B.... - NGA : .... .
|                |
| Port de Lindau |

|                     |
| Le phare (Lanterne) |

### Lien connexe
- Liste des phares en Allemagne